# Dézsi Zsigmond
Dézsi Zsigmond (névváltozatán Déési vagy Deési; Dés, 1689 – Székelyudvarhely, 1728) evangélikus-református gimnáziumi és akadémiai tanár, egyházi író.

## Élete és munkássága
Dés városából származott, itt is született 1689-ben. Iskolai tanulmányait a nagyenyedi kollégium keretei között folytatta. Itt egy bizonyos ideig ő viselte a senior – vagyis egyfajta kollégiumi tisztviselő – címét. Ezután több hollandiai akadémián végezte el iskoláit. 1714. október 4-én iratkozott be a franekeri egyetemre, és ettől kezdve itt volt hallgató. 1715. május 4-étől a leideni egyetemen tanult. Ugyanott adták ki Disputatio theologica de bonis operibus című 1717-es teológiai disputációját is. Ez év júniusától ismét Franekerben lett egyetemi hallgató.
Itt respondeált az „exegesis typi serpentis aenei” témájában tartott viták egyikének alkalmával, ennek köszönhetően még 1717. június 30-án megjelentették Exegesis serpentis aenei secundum historiam Mosis. Num. XXI. 8. 9. et explicatio Christi Joh. III. 14. 15. praeside Ruardo Andala, 1717. die 30. Juni. Franekerae címet viselő egyházi témájú művét. A munkát ugyanott adta ki Ruardo Andala elnöklete alatt.
Miután visszatért hazájába, 1719-ben kinevezték másodpappá Zilahon. 1723-ban elődjétől, Körmöndi Györgytől ő vette át a rektorság tisztségét a székelyudvarhelyi református kollégiumban. Ezzel ő lett az iskola nyolcadik rektora. Egészen haláláig megtartotta rangját, a következő évben Szombati Sámuel váltotta. Dézsi Zsigmond 1728-ban hunyt el Székelyudvarhelyen.

## Munkái
- Exegesis serpentis aenei secundum historiam Mosis. Num. XXI. 8. 9. et explicatio Christi Joh. III. 14. 15. praeside Ruardo Andala, 1717. die 30. Juni. Franekerae. Franeker. 1717. június 30.
- Disputatio theologica de bonis operibus. Lugduni Batavorum. Leiden. 1717.